# Journal (Apple)
Pour les articles homonymes, voir Journal (homonymie).
Journal est une application développée par Apple Inc. pour iPhone, révélée pour la première fois lors de la WWDC 2023 avant d'être officiellement publiée le 11 décembre 2023, lors du lancement d'iOS 17.2.

## Histoire
Cette application a été annoncée lors de la WWDC de 2023. Elle était initialement prévue pour iOS 17, mais fut retardée. Elle sortira finalement le 11 décembre 2023, lors de la mise à jour d’iOS 17.2.
Lors de la WWDC25, l’application est officiellement lancée sur iPad et sur Mac.

## Fonctionnalités
L'application présente une interface simple qui affiche toutes les entrées de journal précédentes d'un utilisateur, ainsi qu'un bouton plus en bas de l'écran pour créer une nouvelle entrée. Lors de la création d'une nouvelle entrée, Journal proposera à l'utilisateur des suggestions d'écriture en fonction de son activité de sa journée en regroupant les données, comme des photos prises à un endroit spécifique ou playlist écoutée pendant l'activité. L'application peut également suggérer aux utilisateurs des moments de réflexion nommés "retour sur soi".
Les utilisateurs peuvent également joindre manuellement des données à une entrée de journal pendant l'écriture, comme photos, des vidéos, des enregistrements vocaux, des contacts récents ou encore une playlist récemment écoutée.
iOS 18 introduit de nouvelles données dans l’application comme le nombre de mots écrits, le nom, le nombre d’entrées et le nombre de jours écrits. De nouveaux widgets sont également disponibles qui proposent une suggestion de nouvelles entrées… Un nouveau moyen de rechercher les articles.
Les données de santé font également leur apparition pour indiquer son état de santé mentale.

## API
Apple permet aux développeurs d’utiliser l’API « Journal Suggestion » pour intégrer des suggestions personnalisées directement dans leurs applications tous en respectant la vie privée des utilisateurs. L’application de journal « Day One » utilise cette API nous informe Apple dans leur communiqué de presse,,.

## Vie privée
Comme à son habitude, Apple promet de préserver la vie privée de ses utilisateurs avec un chiffrement de bout en bout de vos donnés. La firme indique que même elle n’a pas accès aux donnés écrites dans votre journal.
Les utilisateurs peuvent également choisir d’activer l’authentification secondaire et de verrouiller l’app à l’aide du code de leur appareil, de Face ID ou de Touch ID.

## Réception
L’application est plutôt bien reçue pas la critique, mais les utilisateurs notent des fonctionnalités manquantes comme le balisage absent ou que l’application soit uniquement disponible sur l’iPhone. L’interface de l’application est plutôt agréable, mais les utilisateurs attendent de nouvelles fonctionnalités plus poussées pour rivaliser avec les applications alternatives de l’App Store,.